# Kramlův mlýn
Kramlův mlýn (Brückmühle) v Srní v okrese Klatovy je zaniklý vodní mlýn, který stál na samotě severně od obce na řece Vydra. V letech 1958–1999 byl chráněn jako nemovitá kulturní památka České republiky.

## Historie
Mlýn je zaznamenán k roku 1805, kdy v něm byl mlynářem Anton Schafhauser. V roce 1886 došlo k přečíslování mlýna z čp. 245 na čp. 10. V kronice obce Srní jsou zmíněny tři místní mlýny včetně Brückmühle, při kterých byl přidružený pilařský provoz. Po roce 1945 byl konfiskován. Během 2. poloviny 20. století jej vlastnily Radotínské cementárny a vápenice n.p. a sloužil jako rekreační středisko. Byl zbořen bez vědomí Státní památkové péče koncem roku 1999 pravděpodobně z důvodu havarijního stavu.

## Popis
Součástí areálu mlýna byla zděná klasicistní budova mlýna s obytnou částí, mlýnicí a kolem na svrchní vodu, protilehlý hospodářský objekt a sklípek umístěný ve svahu nad mlýnem. Voda na vodní kolo vedla náhonem. V roce 1930 měl mlýn jedno kolo na svrchní vodu (průtok 0.095 m³/s, spád 3.6 m, výkon 3 HP).